# Батлер, Дэвид (политик)
Дэвид Кристи Батлер (англ. David Christy Butler; 15 декабря 1829 года, Линтон, Индиана, США — 24 мая 1891 года, Пони-Сити, Небраска, США) — американский политик, 1-й губернатор Небраски. Единственный губернатор Небраски, которому был объявлен импичмент.

## Биография
Батлер родился 15 декабря 1829 года недалеко от Линтона, штат Индиана, и был старшим сыном из десяти детей. Получил среднее образование в государственной школе, занимался сельским хозяйством и торговлей скотом. В 1856 году Батлер был выдвинут кандидатом в Сенат Индианы, но снял свою кандидатуру перед выборами. Три года спустя переехал в Пони-Сити, штат Небраска, где также занимался торговлей скотом до своего избрания в легислатуру территории Небраска в 1861 году. В 1863 году был избран в Сенат штата, а в 1866 году выбрал губернаторские выборы, став первым губернатором штата. Во время своего второго срока (1869—1870) Батлер перенес столицу штата из Омахи в современный Линкольн.
Весной 1871 года, вскоре после его вступления в должность на третий срок, Батлеру был объявлен импичмент и он был обвинён по одиннадцати пунктам. Первым из них являлось обвинение в нецелевом использовании примерно 16 000 долларов из школьного фонда штат. Батлер, как утверждается, использовал эти средства в личных целях для покупки участков в Линкольне. Верховный суд приостановил исполнение его обязанностей губернатора, после чего состоялся судебный процесс, в ходе которого он был признан виновным по первому пункту, а по остальным десяти был оправдан. 2 июня 1871 года Верховный суд отстранил Батлера от должности.
В 1877 году легислатура пересмотрела свои действия и приняла резолюцию, исключающую процедуру импичмента из протокола. В 1882 году Батлер вернулся в политику, избравшись в Сенат штата в качестве независимого кандидата. В 1888 году вновь принял попытку избраться на пост губернатора, пойдя на выборы от Объединённой лейбористской партии, но проиграл действующему губернатору Джону Милтону Тэйеру.
Умер 25 мая 1891 года в своём доме в Пони-Сити, похоронен на городском кладбище. Существует мнение, что округ Батлер и городок Дейвид-Сити были названы в честь Дэвида Батлера, однако данная точка зрения оспаривается.